# Caloreas leucobasis
Caloreas leucobasis là một loài bướm đêm thuộc họ Choreutidae. Loài này có ở Bắc Mỹ, bao gồm Oregon, Quebec, Ontario, Alberta và California.
Tại Canada, con trưởng thành đã được ghi nhận từ giữa tháng 5 đến đầu tháng 7.